# Берлинска библиотека
Берлинска библиотека (на немски: Staatsbibliothek zu Berlin) е най-голямата библиотека в Германия, наследник на Фонд пруско културно наследство. През 1661 г. курфюрстът на Бранденбургската библиотека Фридрих Вилхелм основава първата публична библиотека в Прусия. През 1701 г. библиотеката е кръстена „Кралска библиотека в Берлин“, а след Първата световна война библиотеката отново е преименувана.

## Фондове
Бибилиотеката притежава над 11 милиона книги, 66 700 музикални записи, 42 170 ориенталски записи, 18 500 западни ръкописи, 321 000 ръкописи, свързани с личности, повече от 1600 имения и лични документи (например Хердер, Айхендорф, Хауптман, Бонхофър, Грюндгенс, Фуртванглер), архивът на семейство Менделсон, около 4600 инкунабула, включително една от първите книги, отпечатани с подвижен тип, Библията на Гутенберг от 1454/55 г., блестящо осветено двутомно пергаментно издание, повече от 200 хил. редки отпечатъци (например отпечатъци от ранния период на Минг; най-стария печат в света, будистки заклинания от Япония 764/770), изящна колекция от исторически корици на книги, 1,1 милиона карти, атласи и глобуси, включително най-големия свързан атлас в света.